# Heiducken

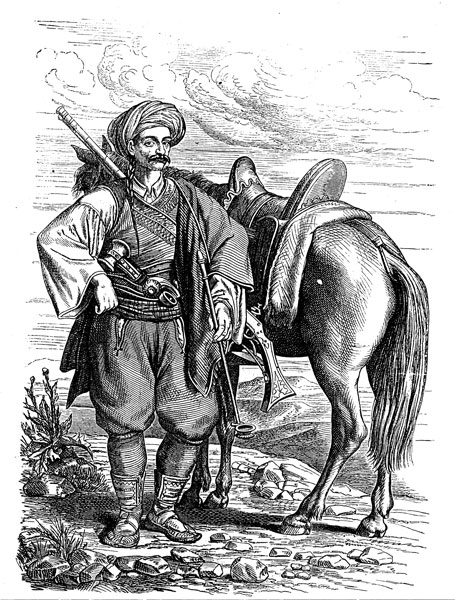
Harambaša aus dem westherzegowinisch-dalmatinischen Grenzraum mit typischer Ausstattung (Bauchbinde: Kubura und Handžar. Linke Hand: Čibuk. Linke Schulter: türk. Muskete)

Als Heiducken (Sg. Heiduck; auch Haiduck, Heiducke, Hayduke oder Hajduke; osman.-türk. haydut; albanisch hajdut/-i; ungarisch hajdú; serbokroatisch hajduk; rumänisch haiduc; bulgarisch chajduk u. chajdutin) bezeichnete man zur Zeit der türkischen Herrschaft über Südosteuropa meist bandenmäßig organisierte Gesetzlose, besonders Wegelagerer, Plünderer und Freischärler. Sie unterliegen einer ähnlichen Romantisierung wie Kosaken und Piraten. Die Heiducken werden von den südosteuropäischen Nationen rückblickend vergleichbar mit Robin Hood als wehrhafte Vertreter des nationalen und religiösen Widerstands und Freiheitskämpfer gegen das Osmanische Reich angesehen. Im habsburgischen und siebenbürgischen Einflussbereich wurden die Heiducken auch in die Wehrstruktur integriert, im Fürstentum Siebenbürgen (besonders unter Fürst Stephan Bocskai) auch planmäßig angesiedelt und mit Privilegien ausgestattet. Ortsnamen mit „Hajdú“ erinnern daran bzw. sollen daran erinnern.

## Bedeutung
Das türkische Wort Haydut beschreibt heutzutage ebendiese Art von räuberischen Personen, die sich gegen das System auflehnen, und womöglich daher wurde der Ausdruck, auch abgewandelt als Haiduck, ab Mitte des 16. Jahrhunderts, zum Synonym für derartige Individuen. Ursprünglich bezeichnete es möglicherweise ungarische Viehhirten (ungarisch hajtó für Ochsentreiber) und später auch Söldner, die für das Osmanische Reich die Grenzkontrolle übernahmen und sich vielleicht später gegen diese auflehnten.
Der Begriff fand Einzug in verschiedene südosteuropäische Sprachen wie z. B.: kroatisch und serbisch hajduk, bulgarisch chajduk und chajdutin, rumänisch haiduc. Im Albanischen wird heute mit hajdut (unbestimmte Form; bestimmte Form: hajduti) ein gewöhnlicher Räuber bezeichnet.
Ursprünglich mag Heiduck eher einen Räuber oder einen Abgefallenen gegenüber der staatlichen Obrigkeit gemeint haben. Während der nationalen Befreiungskämpfe der südosteuropäischen Völker im 19. Jahrhundert hat sich in diesen Nationen vermehrt ein romantisch verklärtes Bild der Heiducken als Volkshelden und Vorkämpfer für die nationale Befreiung und/oder soziale Gerechtigkeit verbreitet. In Südosteuropa kann das Wort Aufständische und Freiheitskämpfer und ebenso Räuber und Gesetzlose meinen. Der Begriff ist demnach mehrdeutig. Er bezeichnet sowohl einfache Räuber, die Leute ohne Unterschied auf Herkunft und sozialen Status überfallen und gemordet haben, wie auch irreguläre Milizen oder Freiheitskämpfer bis hin zu sozialistischen Revolutionären.
Als solche sind die Heiducken noch heute Gegenstand der Volksverehrung und werden bspw. vor allem bei Serben, aber auch von den Kroaten in Bosnien-Herzegowina von Guslaren in „Hajdukenliedern“ besungen.
Die Historikerin Suraiya Faroqhi erwähnt, dass es auf dem Balkan im 17. und 18. Jahrhundert zahlreiche Räuberbanden gab, die jedoch auf etwas andere Weise entstanden seien als jene im türkischen Kernland Anatolien. Da auf dem Balkan ein großer Teil der ländlichen Bevölkerung und damit auch der Söldnerbanden aus Nichtmuslimen bestanden habe, vermutet sie, dass es hier nicht so sehr um die feste Anstellung irregulärer Soldaten ging. Dafür hätten manche Militärs, die in den Grenzbezirken keine Arbeit (mehr) fanden, sich ihren Lebensunterhalt durch Raub und Brandschatzung zu sichern versucht. Jedenfalls sei es „nicht realistisch, in den sogenannten Haiduken protonationalistische Kämpfer für lokale Autonomie zu sehen, wie das in der älteren Literatur häufig geschehen ist“. Diese balkanischen Heiducken seien „[w]eit davon entfernt [gewesen], als ‚edle Räuber‘ von den Reichen zu nehmen, um die Armen zu beschenken“, sondern hätten stattdessen meist angegriffen, wen auch immer sie gerade vorfanden.
Neben Söldnern und Nomaden gab es aber noch andere Leute, die periodisch oder aufgrund besonderer Lebenskrisen ihre Wohnsitze verließen. Erbstreitigkeiten, Epidemien, Überforderung durch den Steuereinnehmer und Raubüberfälle trieben immer wieder junge Bauern aus ihren Dörfern, die dann oft zu Heiducken wurden.
In einer weiteren Bedeutung wurde das Wort „Heiduck“ ab dem 18. Jahrhundert auch als Bezeichnung für Bedienstete reicher Leute in Österreich-Ungarn sowie auch an deutschen Höfen verwendet.

## Etymologie
Die Herkunft des Wortes ist nicht ganz geklärt. Der Begriff mag sich aus dem türkischen haydut für Räuber, Gesetzloser, entwickelt haben oder aber auch vom ungarischen hajtó (plural hajtók) für Ochsentreiber. Diese beiden Thesen müssen sich nicht ausschließen, da er ursprünglich möglicherweise vom Ungarischen ins Türkische gelangt sein könnte und ungarische Viehhirten beschrieb, welche auch als Söldner die ungarisch-türkische Grenze für das Osmanische Reich sicherten, als Ungarn unter osmanische Herrschaft kam. Möglich ist auch, dass sich diese Söldner irgendwann gegen die Fremdherrschaft auflehnten und es so zum negativ konnotierten Begriff gekommen ist.
Eine These geht davon aus, dass das deutsche Wort Haudegen von Kämpfern in Freikorps in österreichischen und anderen Armeen zur Zeit der Türkenkriege aufgeschnappt worden sein könnte. Wahrscheinlich hat das Wort Heiduck sich aus mehreren Quellen gebildet.

## Geschichte

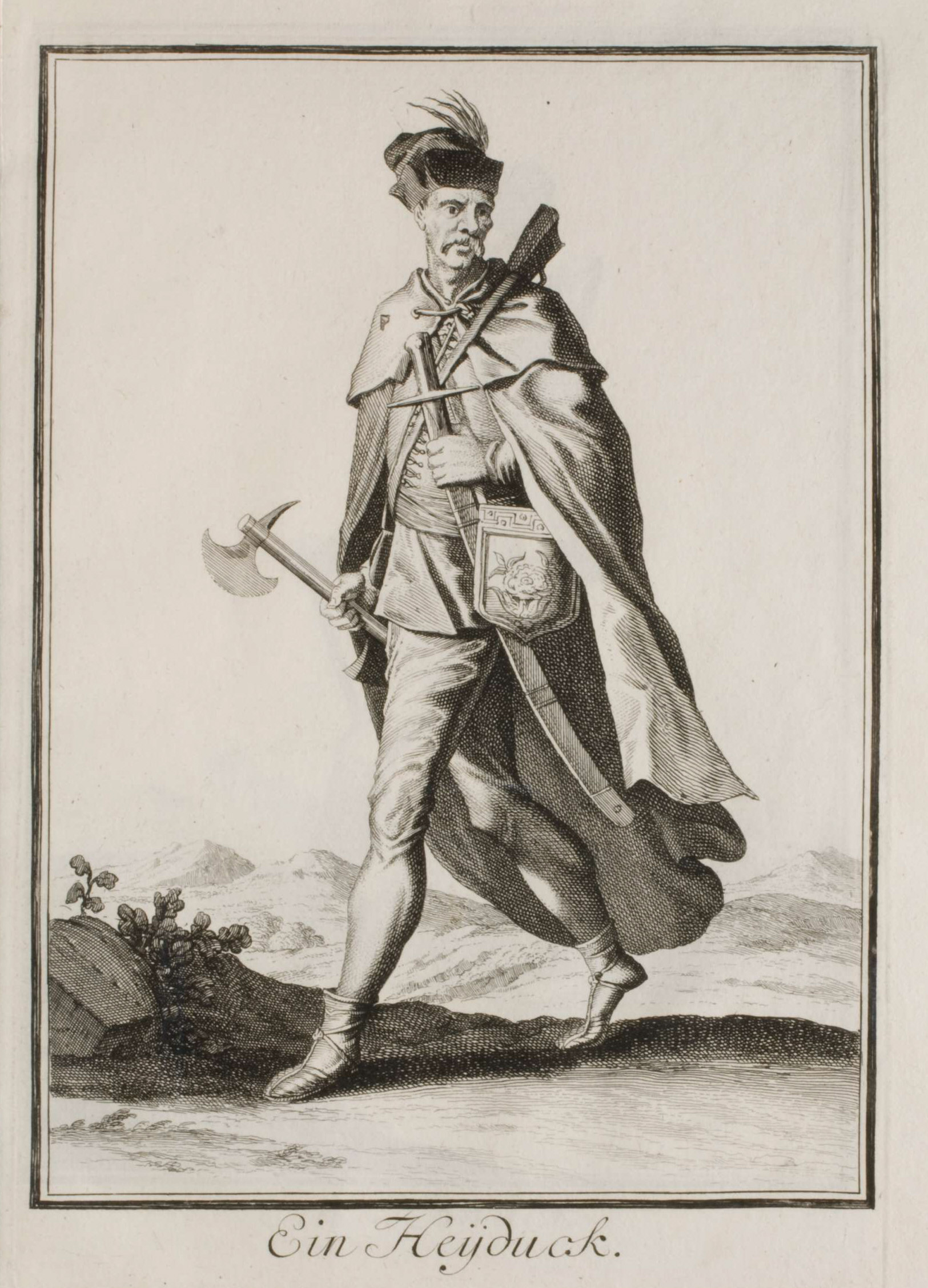
Heiduck, aus dem damaligen ungarischen Einflussgebiet (1703)

In Österreich und im Königreich Ungarn bezeichnete Heiduck Ende des 16. und Anfang des 17. Jahrhunderts besoldete Infanteristen, die den Grenzschutz versahen, sowie später bewaffnete Wachen in Städten, Gespanschaften und auf Gütern Adliger. Die Habsburgermonarchie benannte 1740 die drei regulären ungarischen Infanterieregimenter Hayduken. Das Heiduckentum in Südosteuropa nahm seinen Aufschwung Ende des 16. Jahrhunderts, nach ersten militärischen Misserfolgen der Osmanen.
Im Österreichisch-Türkischen Krieg 1716–1718 waren Heiducken österreichische Fußsoldaten in Serbien und im Banat. Heiducken unter eingeschränktem Schutz der Habsburger (Uskoken) fielen im 17. Jahrhundert als semi-reguläre Truppen in vom Osmanischen Reich besetzte Gebiete ein. Der Heiducken-Anführer wurde, ebenso wie bei den Haramija, harambaša genannt.
Einige Gründe für das Heiduckenleben waren: Widerstand gegen die osmanische Gewalt und Ausbeutung, bessere Verdienstmöglichkeiten, Rache für erfahrene Ungerechtigkeit, Entkommen vor drohender Vergeltung. Heiducken hielten sich überwiegend in entlegenen Gebieten auf, die dem Zugriff des Rechts entzogen waren (Gebirge, Wälder, Sümpfe), und genossen manchmal die Unterstützung lokaler osmanischer Sicherheitsbehörden (Panduren, Martologen, Derbendschi).
In Serbien, das mit wichtigen osmanischen Handelsstraßen durchzogen war, stellte das Heiduckenwesen eine Form der Raubwirtschaft dar. Das Räuberwesen hatte jedoch meist nur wenig mit der vor allem in der Romantik und den späteren Nationalgeschichtsschreibungen geprägten Vorstellung eines permanenten „Kampfes gegen die Türken“ zu tun.
In den griechischen Gebieten agierten die Klephten, wie die Räuber dort genannt wurden.
Zu Beginn des Österreichischen Erbfolgekrieges 1741 übernahm Erzherzogin Maria Theresia drei regulierte ungarische Infanterie-Regimenter und errichtete weitere drei Einheiten: Ujvary (1769: No. 2), Leopold Pálffy (No. 19), Haller (No. 31), Forgach (No. 32), Andrassy (No. 33), Vettes (No. 34). Allen Regimentern war wohl gemeinsam, dass sie zu Beginn nur aus Kriminellen und Gesindel gebildet wurden. So wird vom Regiment Haller berichtet, dass es auf dem Marsch nach Peterwardein einen Offizier ermordete und eine lokale Räuberherrschaft eröffnet habe, „bis Komitatsmilizen es entwaffnen und vor Gericht bringen“. Dennoch weist schon das Infanterieregiment Forgach 1746/47 in Italien einigen Erfolg auf. Vor allem im Siebenjährigen Krieg treten die Heiducken diszipliniert auf, vor allem die Esterházy-Regimenter (1769: No. 33 und No. 37).

## Gegenwart
Das Wort haiduc wurde von der rumänischen Bewegung Haiducii Muscelului benutzt, die in den Jahren 1947 und 1959 den Aufstand gegen die Sowjets probte.
Der serbische Fußballclub Hajduk Kula und der kroatische Fußballclub Hajduk Split tragen das Wort im Namen.
In Ungarn gibt es mehrere Toponyme, die auf Hajduk basieren, wie Hajdú-Bihar, Hajdúdorog, Hajdúhadház, Hajdúnánás, Hajdúböszörmény, Hajdúszoboszló.

## Bekannte Heiducken

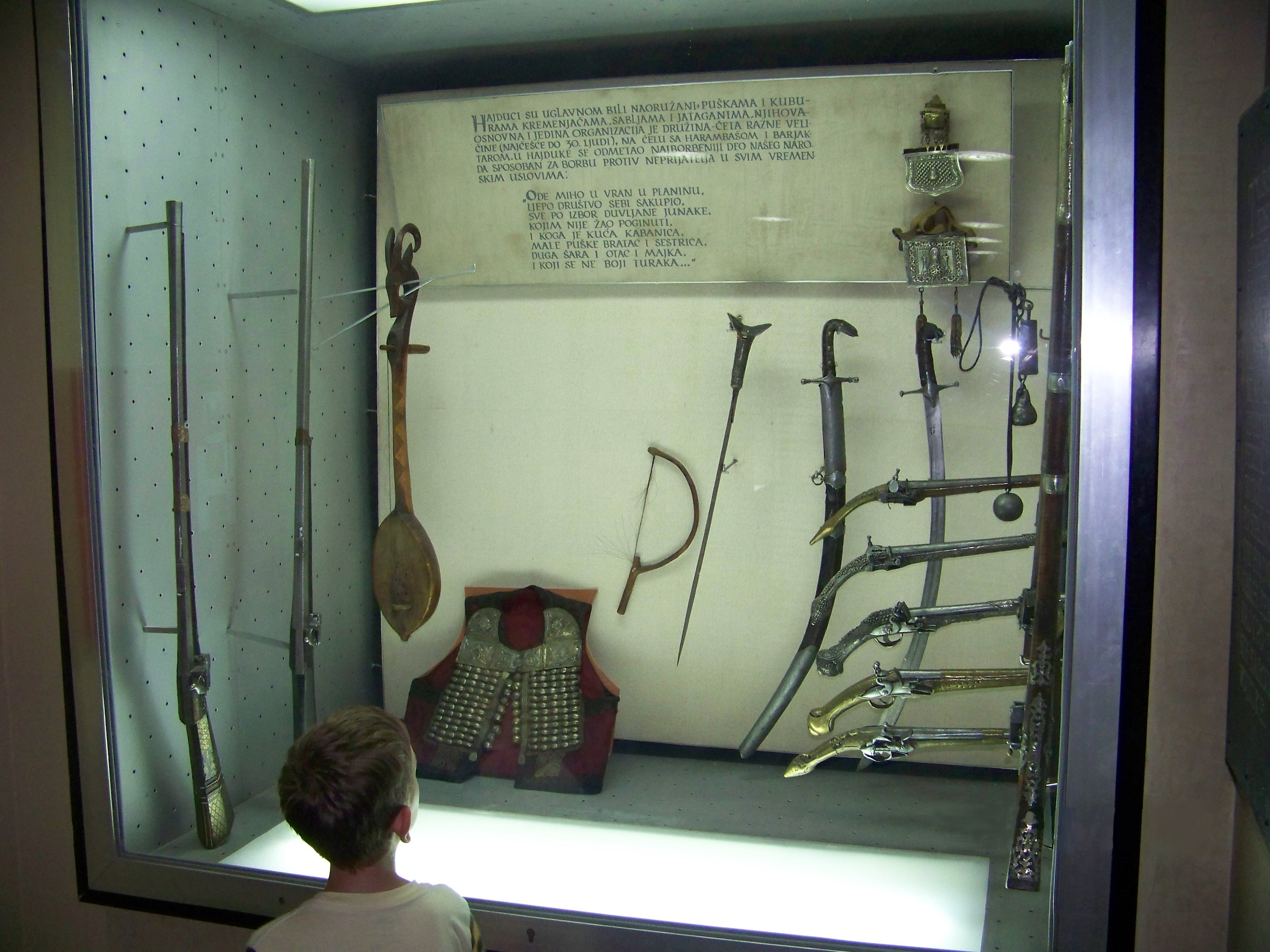
Typische Waffen und Ausstattung von Heiducken (Militärhistorisches Museum, Belgrad)

Einige der in der folgenden Liste genannten Heiducken in Südosteuropa waren vor der Nationenbildung aktiv. Die Zuordnung gibt die gegenwärtige – teils die heutigen Staatsgrenzen übergreifende – Verehrung bei den genannten Völkern wieder, die sich in Südosteuropa wie die Nationalität auch, zumeist maßgeblich durch die Religionszugehörigkeit herausgebildet hat.

### Bulgarische Hajduten
- Panajot Chitow (1830–1918)
- Chadschi Dimitar (1840–1868)
- Stefan Karadscha (1840–1868)
- Filip Totju (1830–1907)
- Iljo Wojwoda (1805–1898)
- Indsche Wojwoda (1755–1821)
- Petko Wojwoda (1844–1900)
- Scheljo Wojwoda (1828–1893)
- Waltschan Wojwoda (1775–1863)
- Tschawdar Wojwoda
- Delju Wojwoda

### Kroatische Hajduci
- Ivan Bušić Roša (um 1745–1783)
- Petar Mrkonjić (vor 1645–nach 1669)
- Andrija Šimić (1833–1905)
- Mijat Tomić (1610–1656)

### Rumänische Haiduci
- Toma Alimoș (Legende)
- Andrei Budac (1872–1912)
- Avram Iancu (1824–1872)
- Iancu Jianu (1787–1842)
- Gruia lui Novac (Legende)
- Grigore Pintea, bekannt als Pintea Viteazul (1670–1703)
- Andrii Popa
- Radu Anghel (1827–1866)

### Serbische Hajduci
- Limo Bajraktar
- Stanoje Glavaš (1763–1815)
- Stojan Janković († 1687)
- Đorđe Petrović, bekannt als Karađorđe (1762–1817)
- Deli Marko
- Starina Novak (um 1530–1601)
- Veljko Petrović (um 1780–1813)
- Bajo Pivljanin († 1685)
- Jovan Sikimic | Harambaša (ab 1650)

### Ungarische Hajdúk
- András Nagy, Heiduckengeneral (um 1600)
- Gergely Nemethy (um 1600)